# Fossárfoss

De Fossárfoss (watervalrivierwaterval) is een waterval in het zuidoosten van IJsland. 
De Fossá heeft zijn oorsprong in de bergen ten westen van de Berufjörður, en het koude en heldere water mondt uiteindelijk in de Fossárvík (watervalrivierbaai) uit. Een kleine steile weg voert naar de waterval

.